# Střížovice (Snědovice)
Střížovice (německy Strizowitz) je vesnice, část obce Snědovice v okrese Litoměřice. Nachází se asi 1,5 km na sever od Snědovic. V roce 2009 zde bylo evidováno 51 adres. V roce 2011 zde trvale žilo 99 obyvatel.
Střížovice leží v katastrálním území Střížovice u Snědovic o rozloze 3,83 km2.

## Historie
Nejstarší písemná zmínka pochází z roku 1276.

## Obyvatelstvo
|                                                                    | 1869 | 1880 | 1890 | 1900 | 1910 | 1921 | 1930 | 1950 | 1961 | 1970 | 1980 | 1991 | 2001 | 2011 |
| ------------------------------------------------------------------ | ---- | ---- | ---- | ---- | ---- | ---- | ---- | ---- | ---- | ---- | ---- | ---- | ---- | ---- |
| Obyvatelé                                                          | 214  | 259  | 248  | 252  | 233  | 239  | 240  | 139  | 139  | 122  | 70   | 83   | 88   | 99   |
| Domy                                                               | 41   | 44   | 48   | 49   | 51   | 51   | 55   | 39   | .    | 26   | 20   | 27   | 32   | 31   |
| Počet domů z roku 1961 je zahrnut v domech místní části Snědovice. |      |      |      |      |      |      |      |      |      |      |      |      |      |      |

## Rodáci
- Wenzel Nerad (1861–???), politik, poslanec zemského sněmu
- Ferdinand Seibt (1927–2003), historik

## Pamětihodnosti
- Kaple
- Socha svatého Jana Nepomuckého
- Usedlosti čp. 29 a če. 10